# ルイ＝ニコラ・ダヴー
ルイ＝ニコラ・ダヴー (Louis-Nicolas d'Avout/Davout, 1770年5月10日 - 1823年6月1日) は、ナポレオン戦争期に活躍したフランスの軍人・元帥。アウエルシュタット公、エックミュール大公の称号でも知られている。軍事面で「不敗のダヴー」と呼ばれるほど優秀であったほか、行政・管理能力でも優秀であった。

## 生涯

### 貴族でありながら共和主義者
下級貴族の軍人家系であるダヴー家に生まれ、祖父や父と同じく軍人となるべく育てられ、15歳でパリの陸軍士官学校に入校する。陸軍士官学校の1つ上にコルシカ人のナポリオーネ・ブオナパルテ（ナポレオン・ボナパルト）がいたが、特に親交を結んだといった逸話は残っていない。卒業後は祖父や父が在籍したこともある騎兵連隊に配属され、慎ましく軍歴を始めたが、ここでフランス革命が発生。無爵位とはいえ貴族であるにも拘らず、共和主義に賛同し、自ら駆け回って連隊内の共和派を組織して同僚の士官達と対立したが、王国軍の正規士官でありながら、このような行動を取ったことが大問題となり、逮捕投獄され、軍籍も剥奪される。しかし、政情の変化に助けられて、程なく軍籍に戻ることができた。

### 浮沈
その後、各地を転戦する中で、次第に頭角を現し、若いながら優秀な指揮官として知られるようになる。同時に節を曲げない頑固者としても知られ、裏切りを図る上官を砲撃したり、逮捕しようと自ら司令部に乗り込んだりといった逸話も残っている。共和制に対する忠誠は揺るぎないものだったが、貴族出身という出自が災いすることも多く、1793年に少将になった直後、貴族士官追放令に掛かって罷免され、軍から追放される。その後、約一年間郷里で軍事研究に没頭していたが、友人知人の助けもあって復職に成功。ドゼー将軍の指揮下に入り、公正無私にして有能さで知られた彼と親交を結ぶ。このことが大きな転機となった。

### ナポレオンとの出会い
以後、六年にわたり、ドゼーの副将格として行動を共にすることになり、ドイツやイタリアを転戦、ドゼーがその親友ナポレオンに誘われてエジプト・シリア戦役に参加すると、共にエジプトで戦う。ここでドゼーからナポレオンに紹介され、以後、ナポレオンに絶対的な忠誠を誓うこととなった。マレンゴの戦いには従軍出来なかったため、ここで戦死したドゼーの最期に立ち会うことはできなかった。その後、友人だったルクレール将軍の妹と結婚。ルクレールがナポレオンの妹ポーリーヌを妻としていたため、その義弟という形となり、ナポレオンの側近の一人に数えられるようになる。

### 鋼鉄の元帥
ダヴーは、その有能さと謹直な人柄でナポレオンの信頼を得、ナポレオンが帝位に就くと、元帥に任命される。当時34歳だったが、これは元帥中最も若い年齢だった。第三軍団を任されるようになると、その働きはますます冴え、アウステルリッツの戦いでは、常識外れの機動力で決定的な働きを見せ、アウエルシュタットの戦いでは、数において二倍以上のプロイセン王国軍を二倍の損害を与えて、撃破する離れ業を演じる。特にこの勝利はドイツ戦役そのものを決定づける大勝利であり、皇帝はその功績を

「貴軍団とその将兵たちに私の満足感を伝えてもらいたい。彼らこそ私の敬意と感謝の念を得る権利を永久に獲得したのである」

「かの元帥は不滅の武勇の、確固たる意志の、そして第一級の戦士たることの何たるかを体現してみせた」

と激賞し、ベルリン入城一番乗りの栄誉を与えた。
その後もポーランド戦役で活躍、ワルシャワ公国が設立されると、その総督となって腐敗官僚一掃に辣腕を振るい、対オーストリア戦ではエックミュールの戦いで決定的な働きを見せる。1810年にドイツ方面軍総司令官となり、前線の指揮官としてだけでなく、為政者、管理者としても有能な所を示した。

### 無敵伝説
ロシア遠征でも有能さを発揮するが、徐々に決断力と指導力を失いつつあった皇帝はその忠告具申を取り入れることができず、遠征序盤の包囲作戦やボロジノの戦いなどは、ダヴーの助言を容れていれば勝てたとされることも多い。ロシア遠征が無惨な失敗に終わると、ハンブルクを拠点にエルベ川下流地方の守備を命じられ、ハンブルクに籠城することになる。ライプツィヒの戦いで皇帝の主力軍が敗北する中、ダヴーとその軍団は孤立しつつ頑強な抵抗を続け、ついに一年以上に亘って敵のまっただ中で粘り通した。彼が開城し、降伏したのはナポレオンの退位のさらに1ヵ月後だったという。

### 百日天下とその後
新王ルイ18世に忠誠を誓わず追放されたダヴーは、ナポレオンがエルバ島から脱出すると、いち早く皇帝を支持する。皇帝は彼を戦争大臣に任命、ダヴー本人は前線で戦うことを希望したが、皇帝の方にも安心してパリを任せられる者がいないという事情があり、やむなくこれを引き受けることになる。そしてここでも有能なところを見せ、わずか三ヶ月で軍の再編を完成させた。ワーテルローの戦いでの敗戦を知ると、即座に手持ちの軍を率いて敗残の友軍を救援に向かう。その後勝ち誇るプロイセン軍を粉砕するなど、相変わらずの辣腕を発揮し、連合軍との協定が成立するまでパリを守り抜いた。
王政復古後は、再び全ての役職を剥奪され警察の監視を受けるが、旧友ネイの裁判の折には、危険を顧みず弁護人としてパリに赴いた。
その硬骨振りが仇となって一時逮捕されるなど困窮を極めたが、1817年にようやく名誉回復がなされて元帥号を取り戻し、1819年には貴族院議員となった。1822年にサヴィニー＝シュル＝オルジュの市長に選出され、翌年まで同職にあった。1823年6月1日、肺結核で死去。ネイやマッセナと同じくパリのペール・ラシェーズ墓地に埋葬された。
息子の第2代エックミュール大公・アウエルシュタット公ナポレオン・ルイ・ダヴー（1811年 - 1853年）は子がなく断絶したが、1864年、第二帝政でナポレオン3世がアウエルシュタット公のみの再綬爵を認め、第2代の従弟にあたるレオポルド・ダヴー（1829年 - 1904年）が第3代アウエルシュタット公となった。以後はこの家系が続き、第5代レオポルド・ダヴー（1904年-1985年）は日本人・鮎沢露子（父は鮎沢巌）と結婚し、第6代シャルル・ルイ・イワオ・ダヴー（1951年-2006年）らの子を儲けた。

## 人物像
極度の近眼のため分厚い眼鏡をかけ、背が低い上に若禿げで外見は冴えなかったと言われるものの、ナポレオン麾下で最優秀と評価されることの多い将軍である。大抵の戦場において彼の率いる部隊は重要な激戦区に置かれた上、敵より数的に不利なことが多かった。その中で「生涯不敗」とされる軍歴を築き続け、勝利の栄光で満たされていることは特筆されるべき点である。
その才覚は単なる前線指揮官に留まらず、ナポレオンの戦略を高次元で理解し、独自に一軍を維持し指揮することのできる数少ない人物であり、行政官として組織を管理統率する手腕にも優れていた。ナポレオンへの忠誠心は信仰に近いものがあったという。
ただしナポレオンの方はダヴーの有能さは評価しつつも、その才能への嫉妬もあったのか複雑な心情を抱いていたらしく、後にはかなり辛辣な評も残している。
人柄はやや問題があり、言動は粗野で非常に冷淡、特に士官以上に対しては異常なまでに厳しく、部下の多くからは嫌われた。規律にやかましく公私混同を忌み嫌う厳格な人物でもあり、俗物が多い同僚達からは煙たがられることが多かったという。
また、身だしなみを気にしない悪癖があったため、服から悪臭が漂っていることもあったという。よって友人も少なく、元帥の中で親しかったのはウディノ、ネイ、グーヴィオン＝サン＝シールぐらいのものだった。逆に忌み嫌っていたのはミュラ、ベルナドットの両名という。